# 랑후루구

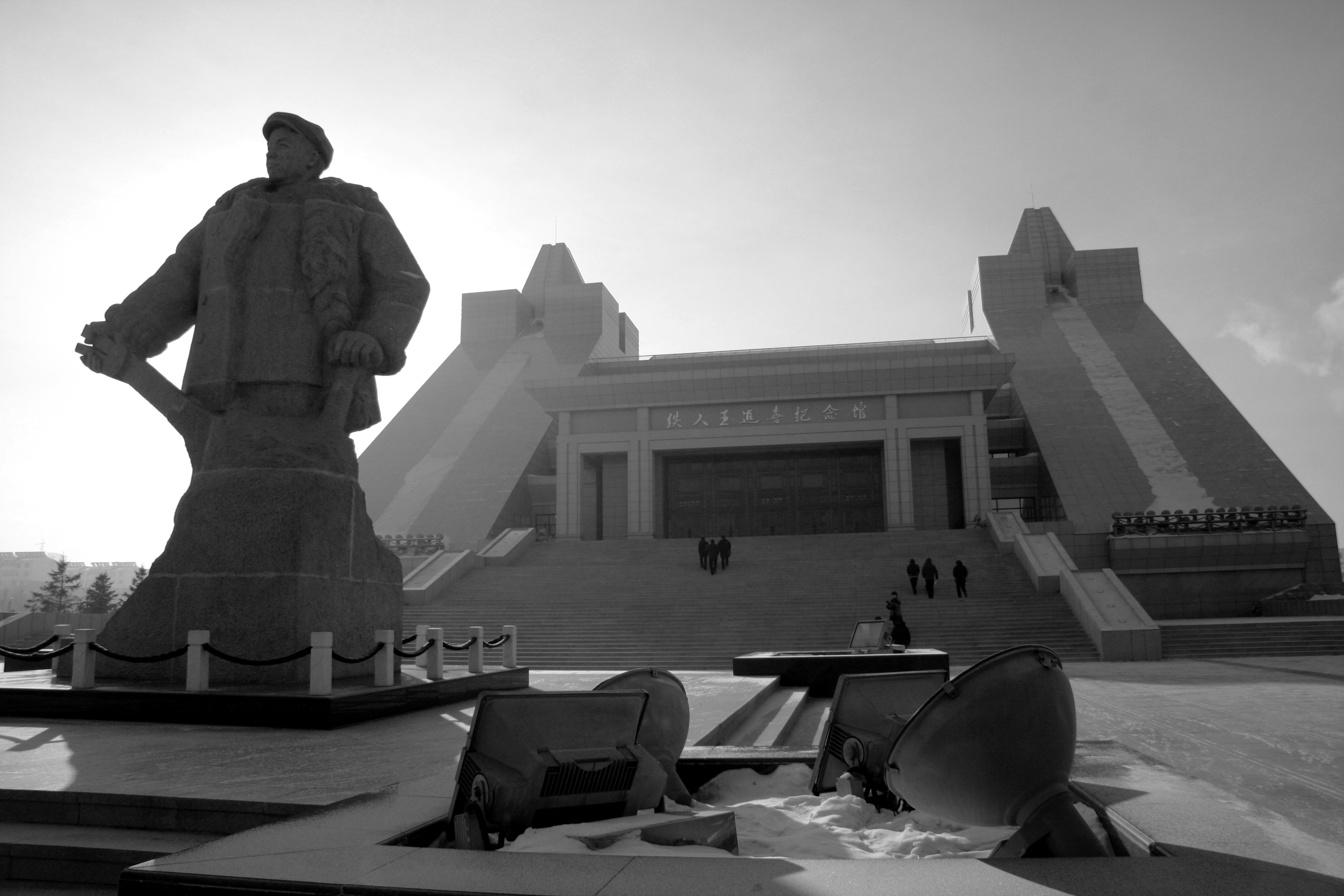

랑후루구(한국어: 양호로구, 중국어: 让胡路区, 병음: Rànghúlù Qū)는 중화인민공화국 헤이룽장성 다칭시의 행정구역이다. 넓이는 1394km2이고, 인구는 2007년 기준으로 420,000명이다.

## 행정 구역
6개 가도, 1개 진을 관할한다.
- 가도: 西宾街道, 奋斗街道, 乘风街道, 龙岗街道, 庆新街道, 银浪街道.
- 진: 喇嘛甸镇.